# یاورلاندیا
یاورلاندیا (نام علمی: Yaverlandia) نام یک سرده از راسته پرنده‌کفلان است.